# 塞巴斯蒂安·维吉耶

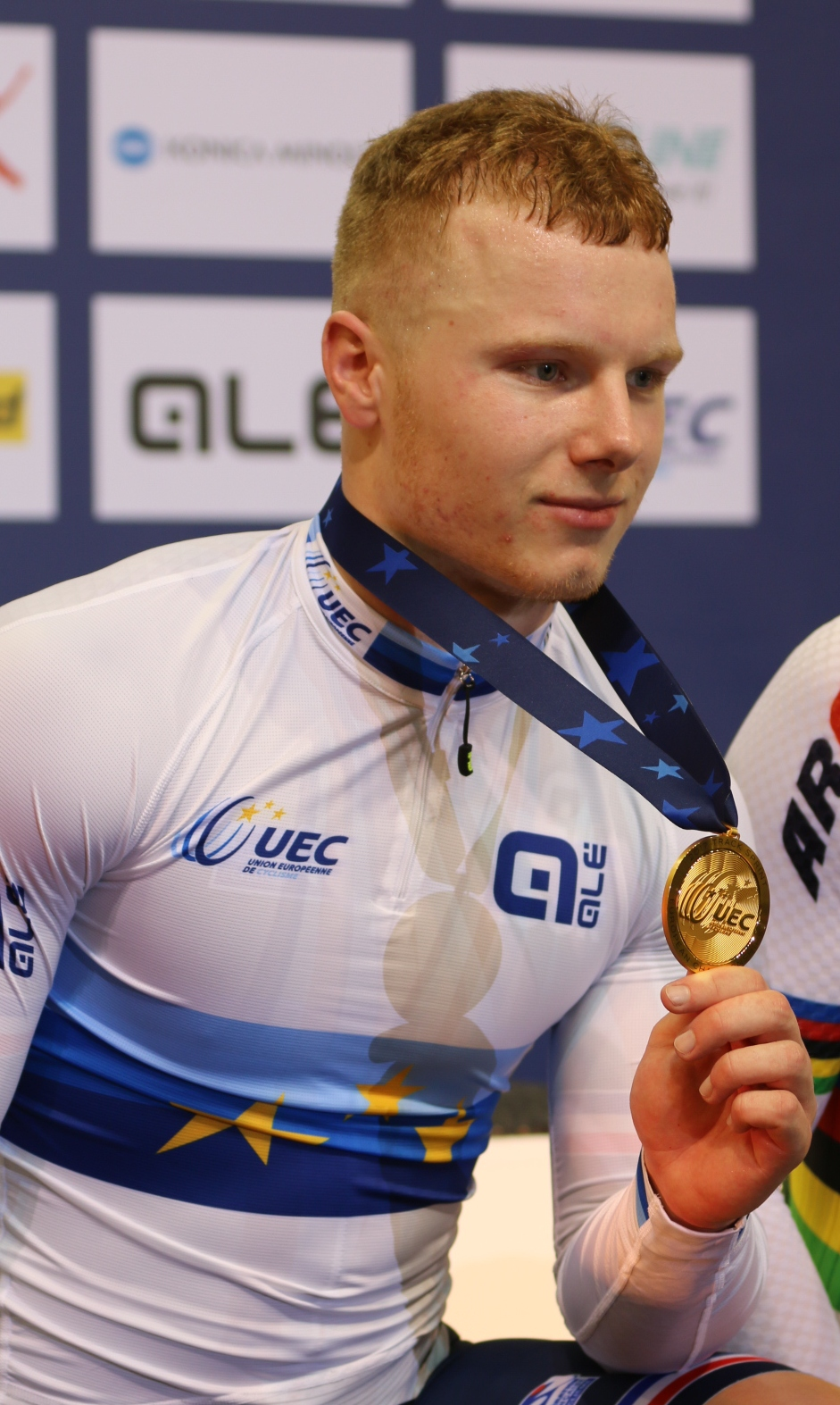
塞巴斯蒂安·维吉耶

塞巴斯蒂安·维吉耶（法語：Sébastien Vigier，1997年4月18日—），生于帕莱索，法国男子场地自行车运动员。他曾在2018年世界場地自由車錦標賽联同队友在男子团体竞速赛项目上以43秒373的成绩夺得季军，另外他也获得男子个人竞速赛的铜牌。